# 西出大三
西出 大三（にしで だいぞう、1913年6月7日 - 1995年7月8日）は日本の截金師。1985年に諸工芸の截金の分野で2人目の重要無形文化財保持者（人間国宝）に認定される。

## 略歴
石川県生まれ。金沢一中を経て、東京美術学校（現・東京藝術大学）で彫刻を学ぶ。在学中に彫刻家の高村光雲が、京都の浄瑠璃寺の秘仏「木造吉祥天立像」の模刻を製作する際、台座に施された截金の文様が復元不可能であり金泥で代用したことを聞き、截金の研究に取り組むようになる。それ以後、数多くの藤原・鎌倉期の仏像・仏画の截金作品を見て回り、製作技法や道具を研究して、独力での復元に成功した。
西出は元来彫刻家であったため、その造型技術を活かし、馬・牛・犬・雀・鶏などの動物や鳥類を彫刻し、これらに截金を施す作風を得意とした。さらに岩絵具による彩色や砂子（すなご）・野毛（のげ）といった金箔の装飾技法を併用して、より繊細で華やかな作品を生み出している。

## 年譜
- 1913年 石川県江沼郡橋立村（現・加賀市）に生まれる
- 1937年 東京美術学校（現・東京藝術大学）彫刻科・木彫部を卒業
- 1955年 国の「記録作成等の措置を講ずべき無形文化財」に截金が選択され、保持者として認定される
- 1957年 第4回日本伝統工芸展にて「木彫截金彩色・瑞鳥　大小一対」を出品し入選
- 1958年 第5回日本伝統工芸展にて「截金彩色飾合子　富士」が技術賞を受賞
- 1959年 日本工芸会正会員に認定
- 1964年 金沢文庫にて「仏教美術に於ける截金文様」の特別講演を行う
- 1970年 日本工芸会理事、第六部会（人形）部会長に就任
- 1974年 日本工芸会第七部会（諸工芸）部会長に就任
- 1978年 紫綬褒章を受章
- 1984年 勲四等瑞宝章を受章
- 1985年 重要無形文化財保持者に認定される
- 1987年 銀座ミキモトホールにて「西出大三　截金の美展」が開催される
- 1990年 小樽市博物館にて「截金　その美と歴史　人間国宝　西出大三の世界」が開催される
- 1993年 加賀市名誉市民となる/加賀市美術館にて「人間国宝　西出大三展」が開催される
- 1995年 7月8日死去（享年82）